# Triple H (musikgrupp)
Triple H (hangul: 트리플 H) är en sydkoreansk musikgrupp bildad 2017 av Cube Entertainment.
Gruppen består av den kvinnliga sångerskan Hyuna och de två manliga sångarna Hui och E’Dawn. Hui är medlem i pojkbandet Pentagon. E’Dawn var med i Pentagon, men han lämnade gruppen i november 2018.

## Medlemmar

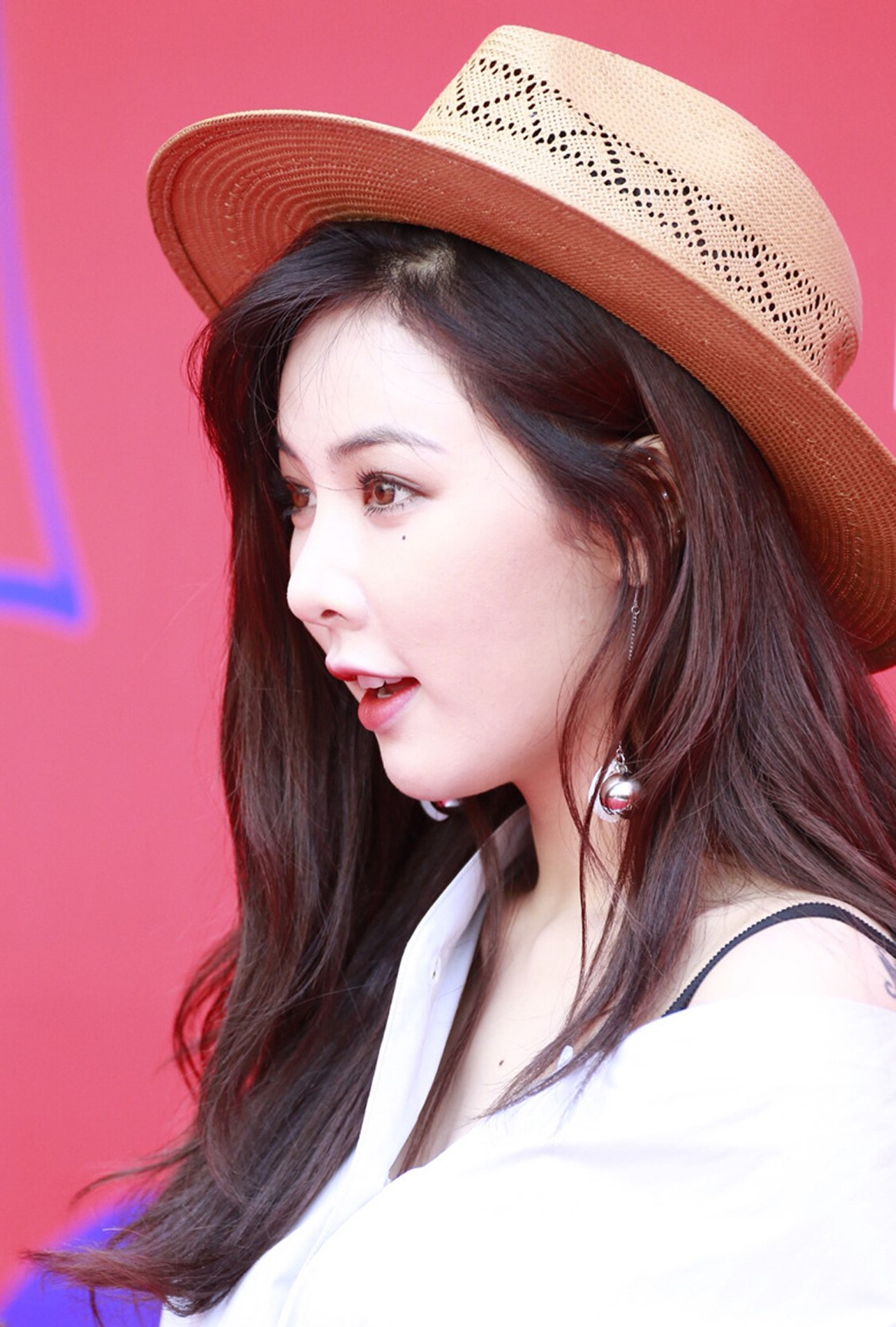
Hyuna

| Artistnamn   | Artistnamn | Födelsenamn  | Födelsenamn | Födelsedatum    |
| Romanisering | Hangul     | Romanisering | Hangul      | Födelsedatum    |
| ------------ | ---------- | ------------ | ----------- | --------------- |
| Kim Hyun-Ah  | 김현아     | Kim Hyun-ah  | 김현아      | 6 juni 1992     |
| Hui          | 후이       | Lee Hoe-taek | 이회택      | 28 augusti 1993 |
| E'Dawn       | 이던       | Kim Hyo-jong | 김효종      | 1 juni 1994     |

## Diskografi

### Album
| Albuminformation                     | Topplacering          |
| Albuminformation                     | Sydkorea (Gaon Chart) |
| ------------------------------------ | --------------------- |
| 199X (EP-skiva) - Släppt: 1 maj 2017 | 4                     |

### Singlar
| År   | Titel       | Topplacering          |
| År   | Titel       | Sydkorea (Gaon Chart) |
| ---- | ----------- | --------------------- |
| 2017 | "365 Fresh" | 81                    |